# GDAL
GDAL (Geospatial Data Abstraction Library) est une bibliothèque libre permettant de lire et de traiter un très grand nombre de format d'images géographiques (notamment GeoTIFF et ECW) depuis des langages de programmation tels que C, C++, C sharp / .Net, Java, Ruby, VB6, Perl, Python, ou encore le langage statistique R. Un sous-ensemble de cette bibliothèque est la bibliothèque OGR permettant d'accéder à la plupart des formats courants de données vectorielles (à l'exception notable d'AutoCAD).
La version binaire inclut de nombreux utilitaires de conversion et de transformation et de reprojection pour traiter directement les photos ou les vecteurs.
GDAL/OGR fait partie des projets de la Fondation Open Source Geospatial (OsGeo).
Cette bibliothèque est un des piliers des systèmes d'informations géographique libres, car elle permet d'assurer la compatibilité avec de nombreux systèmes commerciaux reposant sur des formats propriétaires tout autant que sur les normes de l'Open Geospatial Consortium.

## Logiciels utilisant GDAL/OGR
Un nombre important de logiciels font appel à cette bibliothèque, dont :
- GRASS GIS
- gvSIG
- JMap
- UMN Mapserver
- QGIS
- SAGA GIS